# قاتل مو
قاتل مو (به انگلیسی: Killer Hair) یک فیلم تلویزیونی محصول سال ۲۰۰۹ آمریکا است که بر اساس کتابی از الن بیروم ساخته شده است.
این فیلم داستان یک روزنامه‌نگار مد، لیسی اسمیتسونین پیروی می‌کند، در حالی که به کشف یک جسد مرده در داخل سالن موی دوستش در واشینگتن، دی سی می پردازد.

## خلاصه داستان
داستان با کشف جسد مرده یک مشاور مد آغاز می‌شود. آنجی وودز، یک مدشناس است که به دلیل موفقیت در کار جوان سازی شناخته شده است و با تیغ در دست مرده است. کارآگاهان نشان می‌دهند که وودز به دلیل مدل موی غیر جذابش، خودکشی کرد. اسمیتسونیان (مگی لاسون)، یک روزنامه‌نگار مد و کارآگاه خصوصی تازه کاراست که با وودز آشناست و به چیزی بدتر از آن مشکوک است. او معتقد است که یک مشتری مشهور وودز، کارمند کنگره با یک وب سایت صلح آمیز، به نوعی درگیر است. کارآگاه ویک دونووان (ویکتور وبستر) مسئول پرونده می‌شود و به دلیل رابطه عاشقانه قبلی او با اسمیتسونیان باعث ایجاد مشکل می‌شود.

## بازیگران و شخصیت‌ها
- لیسی اسمیتسونین - مگی لاسون
- استلا لیک - سیدی لوبلان
- بروک بارتون - سارا ادموندسون
- ویک دونووان - ویکتور وبستر
- مک - جیمز دنیل
- تونی تروژیلو - مارک کانسوئلوس
- فلیسیتی پیکلز - ژاکلین لوون
- کارآگاه هاردینگ - جیسون شومبینگ
- مأمور تورن - پیتر کلامیس
- جوزت رادفورد - فیونا هیوز
- بوید رادفورد - کریستوفر شایر
- بیو رادفورد - کریستوفر جاکت
- مارسیا رابینسون - لیندا بوید
- رز اسمیتسونیان - مری مکدانل
- کاریز اسمیتسومیان - کاترین ایزابل
- شری گولد - کارمن مور
- تَمی - سارا اسمیت

## دنباله
دنباله ای براساس کتاب دیگر بیروم به نام آرایش خصومت آمیز، هفت روز پس از این فیلم، در تاریخ ۲۸ ژوئن ۲۰۰۹، از شبکه لایف تایم پخش شد.

## قالب‌های منتشر شده
این فیلم در کشورهای مختلف با دی وی دی منتشر شد و نسخه آی تیونز به‌طور انحصاری در ایالات متحده در دسترس بود. 